# زمین‌لرزه ۱۹۶۰ الجزایر
زمین‌لرزه الجزایر  در تاریخ ۲۱ فوریه ۱۹۶۰ میلادی، برابر با ‎۱ اسفند ۱۳۳۸، ساعت ۸:۱۳:۳۱ به زمان یوتی‌سی در الجزایر رخ داد. ژرفای این زلزله ۳۳ کیلومتر بود. بزرگی آن ۵٫۶ در مقیاس ریشتر اعلام شده‌است. زمین‌لرزه به وقت محلی در روز یکشنبه، ساعت ۹ روی داده و منطقه زمانی آن یوتی‌سی +۱ بوده‌است .
سازمان زمین‌شناسی آمریکا نیز جای این زمین‌لرزه را در مختصات ۳۶°۰۰′شمالی ۴°۰۶′شرقی / ۳۶°شمالی ۴٫۱°شرقی و بزرگی آنرا برابر با ۵٫۶ در مقیاس ریشتر اعلام کرده‌است. ژرفای گزارش شده از سوی این سازمان ۳۳ کیلومتر می‌باشد.
شمار کشتگان زلزله حدود ۴۷ نفر بوده‌است.تعداد زخمیان ۱۲۹ نفر برآورده شده‌است.